# Tanacetum balsamita
A Tanacetum balsamita, comummente conhecida como balsamita  ou hortelã-francesa, é uma planta herbácea da família das Compostas. 

## Etimologia
Quanto ao nome científico desta espécie:
- O nome genérico, Tanacetum, provém do latim medieval tanazita[4] que por sua vez provém do grego antigo athanasia[5], que signifca «imortal» ou «duradouro», possivelmente por alusão à longa duração da inflorescência das plantas deste género.[6]
- O epíteto específico, balsamita[7], deriva do latim clássico, balsamum[8], que significa «bálsamo», e provém, por seu turno, do grego βάλσαμον (balsamos)[9] que alude à espécie Commiphora gileadensis ou ao oléo aromático que dela se extrai e, ulteriorment, à própria tanacetum balsamita. Por sua vez, o já mencionado étimo grego terá, por sua vez, origens semitas, provindo do hebraico (bāśām) בָּשָׂם‎ que significa «especiaria ou aroma adocicado».[9]

## Descrição
Trata-se de uma espécie de planta vivaz, da família das Compostas, que pode medir entre 60 e 120 centímetros de altura.

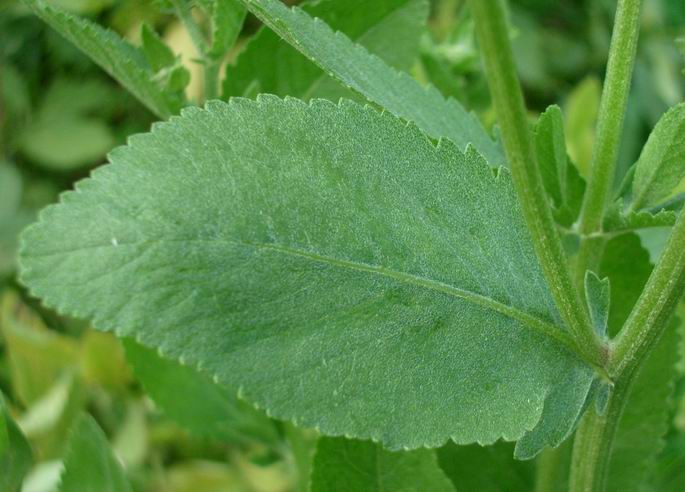
Folha de tanacetum balsamita subesp. majus

É muito semelhante ao tanaceto-comum devido aos seus reduzidos capítulos de centro amarelo, formados por flores de corola tubulosa. Com efeito, caracteriza-se pelas flores amarelas, que se podem apresentar em corímbos. Os involucros são hemisféricos, com cerca de 5 a 8 milímetros de diametro.  As brácteas figuram em séries de 3, são de formato lanceolado ou oblongo, com coloração amarelada ou acastanhada.
Os frutos são aquénios com 5 a 10 milímetros de comprimento. 
Conta com um caule solitário e erecto, com ramificações superiores. Toda a planta está revestida de um indumento viloso.
Porém, do que toca às folhas, são simples e perenes, caracterizam-se pelo formato oval, com limbo entre o crenado e o dentado, com ponta aguda. As folhas basais podem medir entre 12 a 20 centímetros de comprimento e 1 a 1,5 centímetros de largura. São folhas sésseis e ligeiramente pubescentes.
Os pecíolos podem medir entre 8 a 15 centímetros de comprimento.
Quando apertada entre os dedos, exala um aroma penetrante, que lembra um misto de hortelã e limão ou cânfora.

## Distribuição
Originária da Ásia Menor e do Norte do Irão, a balsamita é cultivada desde a Antiguidade nas regiões meridionais da Europa, onde ainda é possível encontrá-la também no estado subespontâneo.

### Portugal
Encontra-se em Portugal Continental, onde terá sido introduzida ainda durante a Idade Média.

## Usos
Cultivada hodiernamente como espécie ornamental, conta ainda com reconhecidas utilidades gastronómicas, medicinais e para controlo de pragas.

### Medicina

#### História
Na antiguidade clássica, foi usada na Pérsia, para aromatizar água e óleos, em preparados medicinais.
A balsamita foi muito difundida pela Europa durante a Idade Média, época em que era vulgarmente utilizada como vulnerário (fármaco usado para o tratamento de feridas), sob a forma de óleos e bálsamos, obtidos pela maceração das folhas e das sumidades floridas em óleo.
Este afamado uso medicinal da balsamita, encontra particular relevo na Capitulare de villis vel curtis imperii, uma ordenação emitida por Carlos Magno, onde se estipulou o cultivo de uma serie de ervas e especiarias, reconhecidas pelas suas propriedades benignas, dentre as quais se inclui a espécie Tanacetum balsamita.
Santa Hildegarda de Bingen, reconhecida religiosa e estudiosa medieval, promoveu o recurso à balsamita na preparação de remédios calmantes e para combater a loucura (amência), no século XII.. 
No século XVIII, foram-lhe reputadas propriedades laxantes, assim como contra os problemas estomacais.

#### Propriedades medicinais
São-lhe reconhecidas propriedades antiespasmódicas, carminativas, diuréticas, estimulantes, vermífugas, vulnerárias  hepatoprotectoras, antialérgicas, sedativas e cardiotónicas.
Nas folhas e nas sumidades floridas da balsamita encontra-se uma série de óleos essenciais.  De acordo com um estudo espanhol recente, apurou-se que dentre esses óleos essenciais inclui-se a carvona como componente principal, juntamente com pequenas quantidades de beta-tuiona, t-dihidrocarvona, c-dihidrocarvona, dihidrocarveol isómero c-carveol e t-carveol.

### Controlo de pragas
A hortelã-francesa foi usada historicamente como repelente de formigas, peixinhos-de-prata e afídios. As folhas eram secas e postas entre as folhas de livros, para os proteger de insectos bibliófagos.

### Culinária
As folhas da hortelã-francesa usaram-se historicamente na preparação de saladas e sopas, tendo sido com o tempo, substituidas pela hortelã, que tem um sabor semelhante.
Conrad Gessner, o naturalista suíço do séc. XVI, Swiss naturalist, registou o recurso à hortelã-francesa na confecção de pratos à base de ovos, como condimento. 

## Plantio
A balsamita é de plantio relativamente simples, carecendo de bastante sol. Sendo certo que privilegia os solos secos é capaz de medrar em qualquer tipo de solo. As condições óptimas de PH e de distancia de plantio em plantas são de  5 a 7.6 e 60 centímetros de comprimento por 30 centímetros de largura respectivamente. Sendo certo que a planta privilegia a exposição solar, para efeitos de colheita de folhas e flores, para captação de óleos essênciais, são preferíveis as condições de menor luminosidade oferecidas por estufas.
A propagação desta planta pode fazer-se por excertos de raízes ou rebentos a partir de uma planta-mãe, sendo que por semente, embora possível, não oferece tanto aproveitamento económico.

## Taxonomia
A Tanacetum balsamita foi descrita por Carlos Linneo que a mencionou na publicação Species Plantarum 2: 845 em 1753.
Sinonímia
- Balsamita balsamita (L.) Rydb.
- Balsamita balsamitoides (Sch.Bip.) Tzvelev
- Balsamita major Desf.
- Balsamita major subsp. balsamitoides (Sch.Bip.) Kerguélen
- Balsamita major var. tanacetoides (Boiss.) Moldenke
- Balsamita suaveolens Pers.
- Balsamita vulgaris Willd.
- Chamaemelum balsamita (L.) E.H.L.Krause
- Chrysanthemum balsamita L.
- Chrysanthemum balsamita (L.) Baill.
- Chrysanthemum balsamita var. tanacetoides Boiss.
- Chrysanthemum balsamitoides (Sch.Bip.) Nábělek
- Chrysanthemum grande (L.) Hook.f.
- Chrysanthemum grandiflorum (Desf.) Dum.Cours.
- Chrysanthemum majus (Desf.) Asch.
- Chrysanthemum tanacetifolium (Desr.) Dum.Cours.
- Chrysanthemum tanacetum Vis.
- Leucanthemum balsamita (L.) Over
- Matricaria balsamita (L.) Desr.
- Pyrethrum balsamita (L.) Willd.
- Pyrethrum balsamita var. tanacetoides Boiss.
- Pyrethrum balsamitoides (Nábělek) Tzvelev
- Pyrethrum majus (Desf.) Tzvelev
- Pyrethrum tanacetum DC.
- Tanacetum balsamita subsp. balsamitoides (Sch.Bip.) Grierson
- Tanacetum balsamitoides Sch.Bip.[20]